# بيرس سيلرز
بيرس سيلرز (بالإنجليزية: Piers Sellers)‏‏ (11 أبريل 155 - 23 ديسمبر 2016) هو رائد فضاء، وعالم، وعالم أرصاد من المملكة المتحدة . ولد في Crowborough .

## ريادة الفضاء
شارك في المهمات الفضائية:
- STS-112
- STS-121
- STS-132.

## التعليم
تعلم في جامعة إدنبرة، وجامعة ليدز

## جوائز
حصل على جوائز منها:
- ضابط رتبة الإمبراطورية البريطانية.